# 258

## Události
- Saloninus, mladší z vnuků římského císaře Valeriana, prohlášen caesarem.
- Množství stříbra v římské měně kleslo pod 10 %.
- Císař Valerianus vydal edikt, který rozděloval křesťany do čtyř kategorií: na kněží, kteří měli být popraveni; senátory a vojáky, kteří měli být zbaveni svých funkcí a majetku; mnichy a jeptišky, kteří měli být posláni do vyhnanství; věřící, kteří měli být odsouzeni k nuceným pracím.

#### Probíhající události
- 249–262: Cypriánův mor

## Narození
- Klement Ankarský, biskup

## Úmrtí
- Valerianus mladší, nejstarší vnuk a spoluvladař císaře Valeriana (nebo již v roce předchozím)
- 6. srpen, Sixtus II., 24. papež, mučedník
- 10. srpen, svatý Vavřinec, křesťanský mučedník
- 14. září, kartaginský biskup Cyprianus, mučedník
- Novacián, vzdoropapež (pravděpodobně také umučen)

## Hlavy států
- Papež – Sixtus II. (257–258) + Novacián, vzdoropapež (251–258)
- Římská říše – Valerianus (253–260) + Gallienus (253–268) + Valerianus mladší?, spoluvladař (255–257/258) + Saloninus (258–260)
- Perská říše – Šápúr I. (240/241–271/272)
- Kušánská říše – Vášiška (247–267)
- Arménie – Artavazd VI. (252–283)
- Kavkazská Iberie – Mirdat II. Iberský (249–265)

Indie:
- Guptovská říše – Maharádža Šrí Gupta (240–280)
- Západní kšatrapové – Rudrasen II (256–278)